# Kōbun
Pour les articles homonymes, voir Kobun.
 (août 2019).
Si vous disposez d'ouvrages ou d'articles de référence ou si vous connaissez des sites web de qualité traitant du thème abordé ici, merci de compléter l'article en donnant les références utiles à sa vérifiabilité et en les liant à la section « Notes et références ».
L'empereur Kōbun (弘文天皇, Kōbun Tennō), né en 648 et décédé le 27 août 672 est le trente-neuvième empereur du Japon, selon l'ordre traditionnel de la succession. Il règne durant huit mois : décembre 671- août 672 (dans le calendrier luni-solaire japonais, cela correspond à la période allant du 5e jour du 12e mois de l'année 671 au 23e jour du 7e mois de l'année 672). Son nom personnel est prince Ōtomo (大友皇子, Ōtomo no miko), et son nom posthume lui est donné par l'empereur Meiji en 1870.

## Biographie
Kōbun est le fils de l'empereur Tenji. Sa mère est une dame de la Cour, Yakako no Iratsume, surnommée Iga no Uneme. 
Son père, l'empereur Tenji, a initialement désigné son propre frère le prince Ō-ama comme successeur. Mais, après la naissance d'Ōtomo, il change d'avis, voulant que ce soit son fils qui lui succède. Ō-ama doit alors quitter la cour et part voyager dans les montagnes pour devenir moine.
Cependant, lorsqu'Ōtomo devient empereur à la mort de son père, Ō-ama revient avec une armée pour disputer cette succession. Au cours de cet affrontement appelé guerre de Jinshin, l'armée de Kōbun est vaincue et il se suicide par pendaison. Son oncle Ō-ama monte alors sur le trône, devenant l'empereur Tenmu.

## Impératrice et consorts
- Princesse Tōchi, née vers 648 ; morte en 678 ; fille de l'empereur Tenmu et de la princesse Nukada no Okimi ; mère de :
  - prince Kadono, né en 669, mort en 707 ;
- Fujiwara no Mimimotoji, fille de Fujiwara no Kamatari ; mère de :
  - princesse Ichishihime ;
- d'une dame inconnue :
  - prince Yota.